# Klingenthal Gruppe

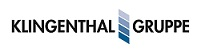
Historisch logo Klingenthal

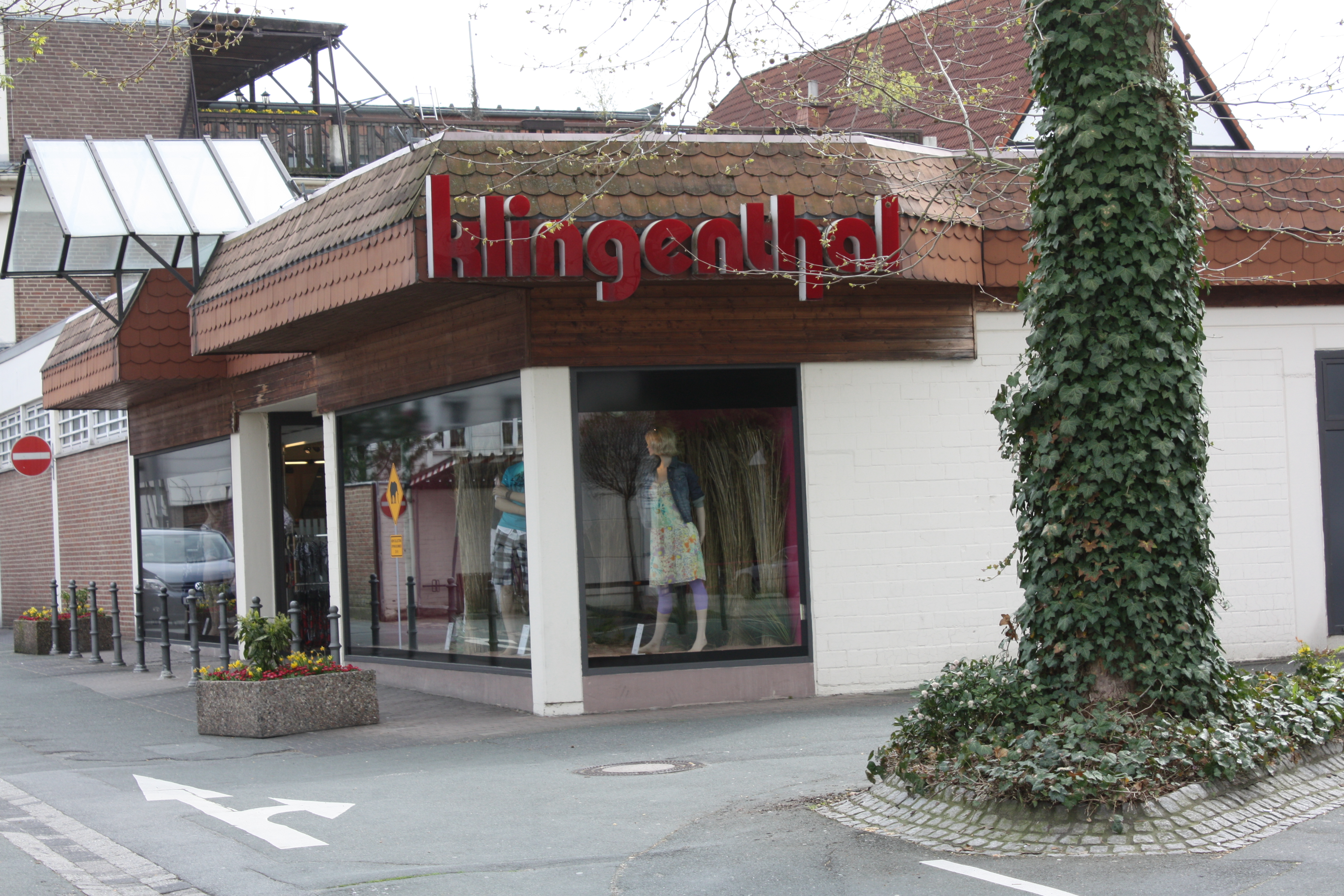
Modehuis Klingenthal in Salzkotten

De Klingenthal Gruppe is een groep bedrijven gevestigd in Paderborn, Oost-Westfalen. Het omvat Klingenthal Südring GmbH met het Südring Center in Paderborn, F. Klingenthal GmbH met vier Klingenthal textielwinkels in Salzkotten, Paderborn, Herford en Gütersloh, Heder-Vermögens GmbH en de Westfälische Textilgesellschaft Klingenthal & Co mbH (WTG) in Salzkotten, die stoffen aanbiedt voor industrie en handel. De bedrijvengroep bestaat inmiddels uit de vijfde generatie en is nog steeds in familiebezit.

## Geschiedenis
Friedrich Klingenthal (1803–1869), verver en blauwdrukker, kwam in 1833 van Bruchhausen bij Höxter naar Salzkotten. Zijn zoon Ferdinand Klingenthal (1846-1914), eveneens verver en blauwdrukker, richtte in 1874 de detailhandel in Salzkotten op.
In 1911 nam Franz Klingenthal (1880-1955) als derde generatie het bedrijf over. In 1914 richtte hij het bedrijf “Klingenthal and Co” op, later bekend als “Westfälische Textilgesellschaft Klingenthal und Co.”. In 1928 opende hij een warenhuis in Paderborn en in 1937 nog een in Herford. Franz Klingenthal, die ook jarenlang actief was in de lokale politiek, ontving op 20 oktober 1953 het ereburgerschap van de stad Salzkotten en op 3 december van datzelfde jaar het Bundesverdienstkreuz.
De vierde generatie bestaat uit Ferdinand (1909-1992), Franz (1912-1945) en Felix Klingenthal (1919-2002). Nadat Franz Klingenthal, directeur van de winkel in Herford, aan het einde van de Tweede Wereldoorlog als vermist werd opgegeven, namen Ferdinand en Felix vanaf 1945 de wederopbouw in de naoorlogse periode over. In 1958 openden zij het nieuwe textielwarenhuis op de huidige locatie in Salzkotten. Zij waren ook verantwoordelijk voor de verdere ontwikkeling van Westfälische Textilgesellschaft Klingenthal and Co. 
In 1961 richtten zij de Minipreis-winkels op. In 1969 waren zij medeoprichters van het Südring Center Paderborn.
Felix Klingenthal, die net als zijn vader Franz actief was in de lokale politiek, werd in december 1974 onderscheiden met het Bundesverdienstkreuz en werd op 27 maart 1995 ereburger van de stad Salzkotten, nadat hij op 10 oktober 1980 al de Erering van de stad Salzkotten had ontvangen. In 1995 was hij de eerste niet-Oostenrijker die de eretitel "Bürger von Seefeld", de zusterstad van Salzkotten in Tirol, kreeg toegekend. 
In de vijfde generatie zetten Ferdinand (geboren in 1951) en Friedrich Klingenthal (geboren in 1953) de erfenis van hun voorouders voort. In 1989 openden ze de textielwinkel in Gütersloh, moderniseerden en breidden ze het Südring Center in Paderborn uit en breidden ze de Minipreis-winkels uit. In 1994/1995 moderniseerden en breidden ze de textielwarenhuizen in Paderborn en Herford uit.
Op 1 juli 2013 heeft Klingenthal de Minipreis-winkels overgedragen aan Bünting.
In het "Shopping Center Performance Report 2016" werd het Südring Center in een enquête onder huurders verkozen tot het meest succesvolle Duitse winkelcentrum.

## Exerne links
- F. Klingenthal GmbH
- Klingenthal Südring GmbH